# Historia del uniforme del ACF Fiorentina

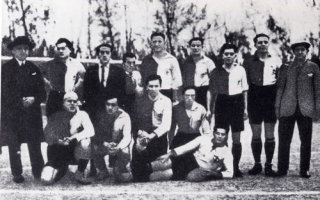
Formación del club con su primer uniforme en la temporada 1926-27.

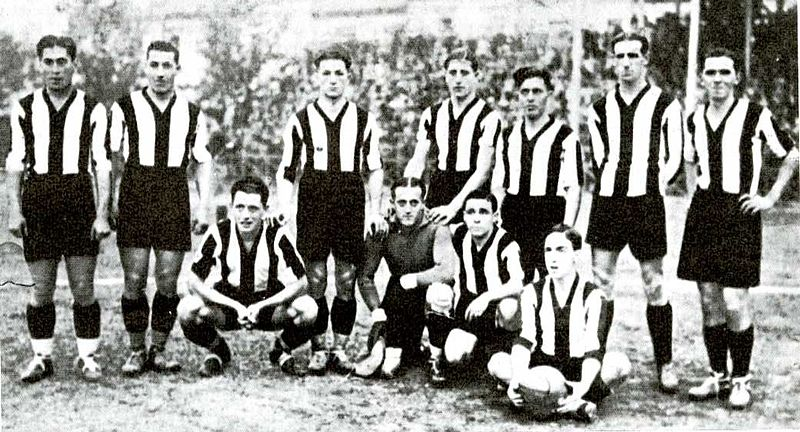
Variación del primer uniforme antes de pasar a vestir la camiseta «viola».

Pese a que históricamente el club ha vestido siempre una camiseta violeta, no fue así en los primeros años de su fundación, cuando vistió diversos diseños rojiblancos en honor a los dos clubes que formaron la actual ACF Fiorentina.

## Historia y evolución

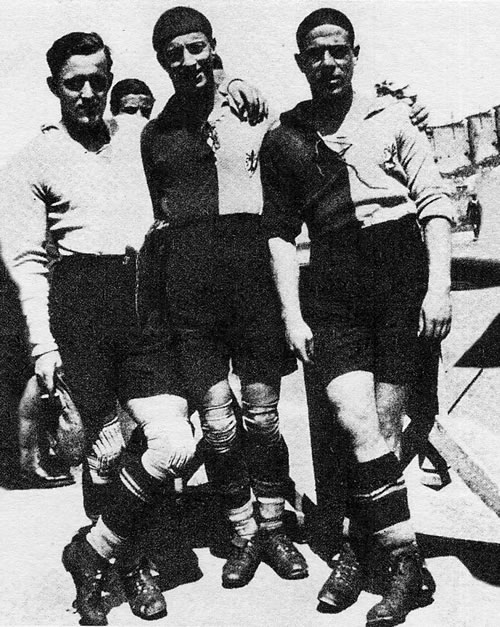
Primer uniforme fiorentino en 1926.

El origen del uniforme fiorentino surge en consonancia con el origen de la formación del club. El Palestra Ginnastica Libertas, club que vestía de rojo, y el Club Sportivo Firenze, que vestía de blanco, se fusionaron para formar la A. C. Firenze. En honor a ellos, el primer uniforme de la sociedad consistió en la fusión en ambos colores, combinados con un calzón y medias de color negro.

### Cinco uniformes en una temporada

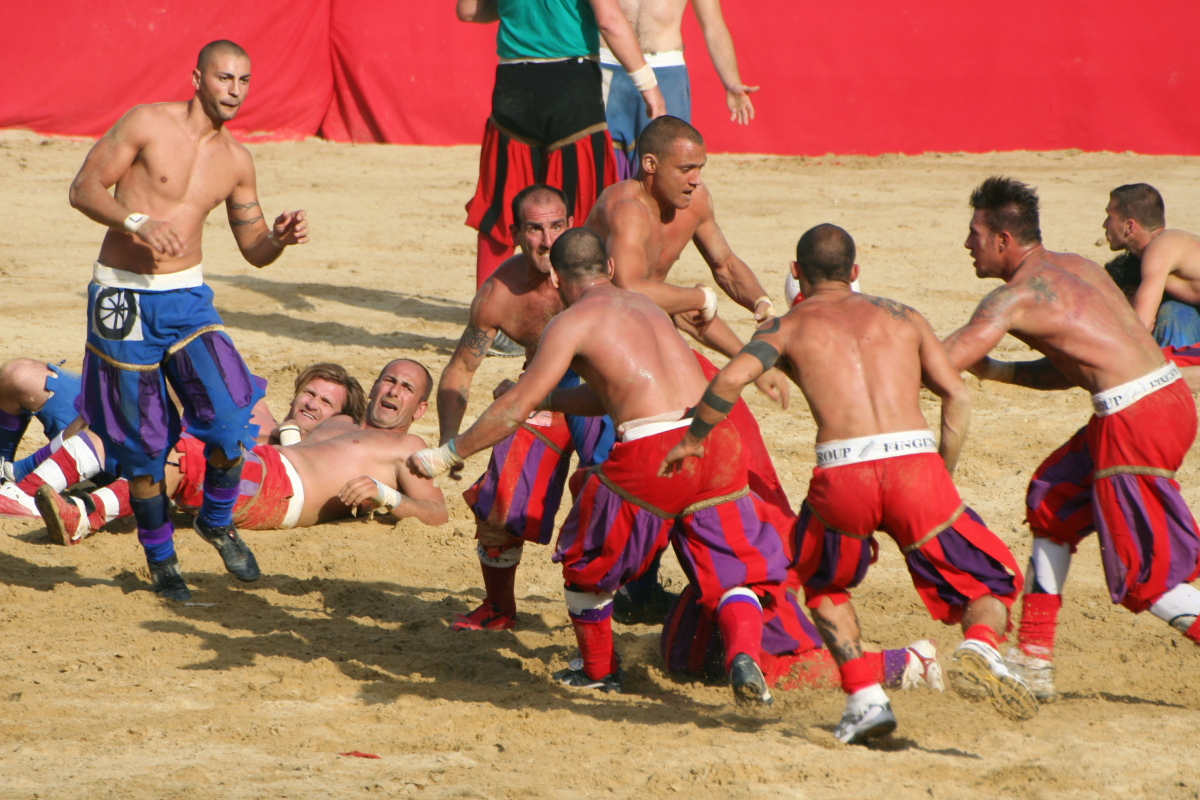
Durante 3 temporadas, la Fiorentina lanzó 4 equipaciones suplentes como homenaje a los equipos del Calcio florentino

En la temporada 2017-18, la Fiorentina se convirtió en el primer club de Italia en lanzar cuatro equipaciones suplentes en una temporada[cita requerida], para un total de cinco si se cuenta la titular. El motivo refiere a un homenaje del club a los cuatro distritos de la ciudad que participan del Calcio florentino, deporte antepasado del fútbol que se juega en la ciudad de Florencia.
Cada una de las cuatro equipaciones suplentes representa a un equipo del Calcio florentino, que a su vez representa a un distrito histórico de la ciudad. Así, la equipación blanca homenajea a la Basílica del Santo Spirito, la roja a la Basílica de Santa María Novella, la verde al Baptisterio de San Juan y la azul a la Basílica de la Santa Cruz.
Las cuatro equipaciones volvieron a lanzarse para las dos temporadas siguientes, repitiendo el mismo concepto que sus predecesoras.
Temporada 2017-18
| Titular | Santo Spirito | Santa Maria N. | San Giovanni | Santa Croce |

Temporada 2018-19
| Titular | Santo Spirito | Santa Maria N. | San Giovanni | Santa Croce |

Temporada 2019-20
| Titular | Santo Spirito | Santa Maria N. | San Giovanni | Santa Croce |

## Evolución del uniforme

### Uniforme local
| 1926-27 |

| 1926-29 |

| 1929-40 |

| 1940-41 |

| 1941-55 |

| 1955-56 |

| 1956-57 |

| 1957-61 |

| 1961-62 |

| 1962-66 |

| 1966-67 |

| 1967-69 |

| 1969-70 |

| 1970-74 |

| 1974-75 |

| 1975-76 |

| 1976-78 |

| 1978-81 |

| 1981-83 |

| 1983-85 |

| 1985-86 |

| 1986-90 |

| 1990-91 |

| 1991-92 |

| 1992-93 |

| 1993-95 |

| 1995-97 |

| 1997-98 |

| 1998-99 |

| 1999-00 |

| 2000-01 |

| 2001-02 |

| 2002-03 |

| 2003-04 |

| 2004-05 |

| 2005-07 |

| 2007-08 |

| 2008-09 |

| 2009-10 |

| 2010-11 |

| 2011-12 |

| 2012-13 |

| 2013-14 |

| 2014-15 |

| 2015-16 |

| 2016-17 |

| 2017-18 |

| 2018-19 |

| 2019-20 |

| 2020-21 |

| 2021-22 |

| 2022-23 |

| 2023-24 |

| 2024-25 |

### Uniforme visitante
| 1926-27 |

| 1929-40 |

| 1940-41 |

| 1941-55 |

| 1955-56 |

| 1956-57 |

| 1957-61 |

| 1961-62 |

| 1962-66 |

| 1966-67 |

| 1967-69 |

| 1969-70 |

| 1970-75 |

| 1975-76 |

| 1976-81 |

| 1981-83 |

| 1983-85 |

| 1985-86 |

| 1986-88 |

| 1988-90 |

| 1990-91 |

| 1991-92 |

| 1992-93 |

| 1993-95 |

| 1995-96 |

| 1996-97 |

| 1997-98 |

| 1998-99 |

| 1999-00 |

| 2000-01 |

| 2001-02 |

| 2002-03 |

| 2003-04 |

| 2004-05 |

| 2005-07 |

| 2007-08 |

| 2008-09 |

| 2009-10 |

| 2010-11 |

| 2011-12 |

| 2012-13 |

| 2013-14 |

| 2014-15 |

| 2015-16 |

| 2016-17 |

| 2017-18 |

| 2018-19 |

| 2019-20 |

| 2020-21 |

| 2021-22 |

| 2022-23 |

| 2023-24 |

| 2024-25 |

### Proveedores y patrocinadores
| Periodo del acuerdo | Proveedor deportivo oficial       | Patrocinador oficial     |
| ------------------- | --------------------------------- | ------------------------ |
| 1902–1978           | Ninguno                           | Ninguno                  |
| 1978-1981           | Adidas AG                         | Ninguno                  |
| 1981–1983           | F. D. Farrow's                    | Ninguno                  |
| 1983–1986           | Nicola Raccuglia                  | Adam Opel AG             |
| 1986–1988           | Nicola Raccuglia                  | Crodino                  |
| 1988–1989           | ABM Diffusion                     | Crodino                  |
| 1989–1991           | ABM Diffusion                     | La Nazione               |
| 1991–1992           | Lotto Sport Italia S.p.A.         | Giocheria                |
| 1992–1993           | Lotto Sport Italia S.p.A.         | 7 Up (Pepsi Co.)         |
| 1993-1994           | Uhlsport GmbH                     | 7 Up (Pepsi Co.)         |
| 1994–1995           | Uhlsport GmbH                     | Sammontana               |
| 1995–1997           | Reebok International Limited      | Sammontana               |
| 1997–1999           | Fila, Ltd.                        | Nintendo Company Ltd.    |
| 1999–2000           | Fila, Ltd.                        | Toyota Motor Corporation |
| 2000–2001           | Diadora S.p.A.                    | Toyota Motor Corporation |
| 2001–2002           | Mizuno Corporation                | Toyota Motor Corporation |
| 2002–2003           | Mizuno Corporation Garman Puma SE | Fondiaria Sai S.p.A.     |
| 2003-2004           | Adidas AG                         | Fondiaria Sai S.p.A.     |
| 2004-2005           | Adidas AG                         | Toyota Motor Corporation |
| 2005-2010           | Lotto Sport Italia S.p.A.         | Toyota Motor Corporation |
| 2010-20111          | Lotto Sport Italia S.p.A.         | Save the Children Fund.  |
| 2011-2012           | Lotto Sport Italia S.p.A.         | Mazda Motor Corporation  |
| 2012-2014           | Joma Sport S.A.                   | Mazda Motor Corporation  |
| 2014-2015           | Joma Sport S.A.                   | Save the Children Fund.  |
| 2015-2016           | Le Coq Sportif holding LCSH       | Save the Children Fund.  |
| 2016-2018           | Le Coq Sportif holding LCSH       | Vorwerk & Co. KG         |
| 2018-2019           | Le Coq Sportif holding LCSH       | Save the Children Fund.  |
| 2019-2020           | Le Coq Sportif holding LCSH       | Mediacom                 |
| 2020-Act.           | Kappa S.p.A.                      | Mediacom                 |

No fue hasta dos años antes de la década de 1980 cuando el club adoptó la incorporación de patrocinadores y publicidad en su uniforme. Hasta entonces las firmas o fábricas deportivas que confeccionaban la vestimenta no se encontraban patentes ni a la vista.
Nota 1: En la temporada 2010-11 el equipo renunció al patrocinio de su camiseta para llevar el nombre de una ONG, siendo el primer club en Italia en adoptar esta medida.